# Municipio de Soldier (condado de Monona)
El municipio de Soldier (en inglés: Soldier Township) es un municipio ubicado en el condado de Monona en el estado estadounidense de Iowa. En el año 2010 tenía una población de 342 habitantes y una densidad poblacional de 3,65 personas por km².

## Geografía
El municipio de Soldier se encuentra ubicado en las coordenadas 42°0′17″N 95°44′20″O / 42.00472, -95.73889. Según la Oficina del Censo de los Estados Unidos, el municipio tiene una superficie total de 93.73 km², de la cual 93,69 km² corresponden a tierra firme y (0,04 %) 0,04 km² es agua.

## Demografía
Según el censo de 2010, había 342 personas residiendo en el municipio de Soldier. La densidad de población era de 3,65 hab./km². De los 342 habitantes, el municipio de Soldier estaba compuesto por el 97,37 % blancos, el 0,29 % eran afroamericanos, el 0,58 % eran amerindios y el 1,75 % eran de una mezcla de razas. Del total de la población el 1,75 % eran hispanos o latinos de cualquier raza.